# Arachnomura hieroglyphica
Arachnomura hieroglyphica is een spinnensoort in de taxonomische indeling van de springspinnen (Salticidae).
Het dier behoort tot het geslacht Arachnomura. De wetenschappelijke naam van de soort werd voor het eerst geldig gepubliceerd in 1917 door Cândido Firmino de Mello-Leitão.